# Cophura clausa
Cophura clausa är en tvåvingeart som först beskrevs av Daniel William Coquillett 1893.  Cophura clausa ingår i släktet Cophura och familjen rovflugor.
Artens utbredningsområde är Kalifornien. Inga underarter finns listade i Catalogue of Life.